# Maria Trautmann (Theologin)
Maria Trautmann, geborene Waibel (* 20. Jahrhundert), ist eine deutsche römisch-katholische Theologin.

## Leben
Maria Trautmann, geborene Waibel, studierte von 1963 bis 1966 Pädagogik an der Universität Augsburg. 1969 legte sie das zweite Examen für das Lehramt an Volksschulen ab.
Von 1969 bis 1973 studierte sie Philosophie und Katholische Theologie an der Universität Regensburg und an der Universität Würzburg. 1973 legte sie die Theologische Diplomprüfung ab und war bis 1974 nebenamtliche Religionslehrerin an einem Gymnasium.
Am Lehrstuhl für Religionspädagogik war sie von 1978 bis 1980 wissenschaftliche Mitarbeiterin. 1979 wurde sie zu dem Thema Zeichenhafte Handlungen Jesu. Ein Beitrag zur Frage nach dem geschichtlichen Jesus in Würzburg promoviert. Von 1982 bis 1986 war Trautmann als Religionslehrerin an der Kaufmännischen Berufsbildungsschule der Stadt Würzburg tätig.
Von 1986 bis 2010 war Trautmann als Professorin für Exegese des Neuen Testaments und Biblische Didaktik an der Fakultät für Religionspädagogik und Kirchliche Bildungsarbeit der Katholischen Universität Eichstätt-Ingolstadt tätig und ist seit 15. März 2010 im Ruhestand. Maria Trautmann war mit dem deutschen römisch-katholischen Theologen Franz Trautmann verheiratet und lebt mit ihrer Familie in Eichstätt.

## Schriften
Monographien
- Zeichenhafte Handlungen Jesu. Ein Beitrag zur Frage nach dem geschichtlichen Jesus. Würzburg, Echter-Verlag 1980, ISBN 3-429-00658-9 (Forschung zur Bibel 37 / Dissertation)

Aufsätze
- Inwiefern trägt die neutestamentliche Schulexegese etwas zur notwendigen Diskussion von „Lebensfragen“ im Religionsunterricht der Grund- und Hauptschule aus? In: Helmut Merklein, Joachim Lange: Biblische Randbemerkungen. Schülerfestschrift für Rudolf Schnackenburg zum 60. Geburtstag. 2. Auflage. Echter-Verlag, Würzburg 1974, ISBN 3-429-00342-3, S. 233–245.
- Die Auseinandersetzung mit der Fasten- und Sabbatpraxis Jesu in urkirchlichen Gemeinden. In: Gerhard Dautzenberg, Helmut Merklein, Karlheinz Müller (Hrsg.): Zur Geschichte des Urchristentums. Herder, Freiburg (Breisgau) u. a. 1979, ISBN 3-451-02087-4, S. 63–96.
- Bibelarbeit im Akademiebereich. Ein Erfahrungsbericht. In: Katholischen Bibelwerk Stuttgart (Hrsg.): Gottes Wort wie Feuer.Stuttgart 1982, ISBN 3-460-19833-8, 137–152
- Folgerungen für die Praxis des Religionsunterrichts. In: Grundschule in Reform – Ort des Religionsunterrichts. 4. revidierte Auflage. Domschule, Würzburg 1983, S. 35–43; Teil 3: Religionspädagogisch-katechetischer Kurs. Lehrbrief 4, ZDB-ID 186144-X. ebendort: Zu Theorie und Praxis des Religionsunterrichts in der Grundschule, Lehrbrief 5
- Im Umfeld des Neuen Testaments. In: Max Müller (Hrsg.): Senfkorn. Handbuch für den katholischen Religionsunterricht Klassen 5 – 10. Band I/1: Klasse 5 und 6. Katholisches Bibelwerk, Stuttgart 1985, ISBN 3-460-32381-7, S. 359–393.
- Die Frau im Neuen Testament. Maria von Magdala. In: Michael Langer (Hrsg.): Weil Gott nicht nur zu Mose sprach … Frauen nehmen Stellung. Tyrolia-Verlag, Innsbruck u. a. 1996, ISBN 3-7022-2023-2, S. 35–62.
- Das antike Judentum in Palästina. Von Kyros bis zum judäisch-römischen Krieg. In: Bibel heute. 32, 1996, ISSN 0006-0593. S. 146–149.
- Jüdische Gruppierungen um die Zeitwende. In: Bibel heute. 32, 1996, S. 152–156.
- (mit Bernhard Krautter) 18. Sonntag im Jahreskreis. In: Bernhard Krautter (Hrsg.): Wort-Gottes-Feiern. Hilfen zur Vorbereitung und Durchführung von Wortgottesdiensten. Lesejahr C. Katholisches Bibelwerk, Stuttgart 2003, ISBN 3-460-33052-X, S. 228–230.
- (mit Franz Trautmann): Die Emmaus-Erzählung und ihre Weg-Theologie. In: Bibel heute. 41, 2005, S. 10–13.
- „Die ideale Frau, würd' ich sagen, ist die: ein bisschen Martha und ein bisschen Marie.“ Überlegungen zur Martha-Maria-Erzählung in Lk 10, 38–42. In: Gerhard Hotze, Egon Spiegel (Hrsg.): Verantwortete Exegese. Hermeneutische Zugänge – exegetische Studien – systematische Reflexionen – ökumenische Perspektiven – praktische Konkretionen. Festschrift für Franz Georg Untergaßmair zum 65. Geburtstag. LIT Verlag, Berlin u. a. 2006, ISBN 3-8258-0064-4, S. 183–193
- Wie viel (Geld) will ich verschenken? Bibelarbeit zu Mk 12, 41–44. In: Sabine Bieberstein (Hrsg.): Frauen und Geld. Katholisches Bibelwerk, Stuttgart 2008, ISBN 978-3-460-25301-8, S. 53–59